# Brenda Mahonza
Brenda Mahonza Aldine (3 de febrero de 1996) es una deportista congoleña que compitió en taekwondo. Ganó dos medallas de bronce en los Juegos Panafricanos en los años 2011 y 2015, y una medalla de bronce en el Campeonato Africano de Taekwondo de 2012.

## Palmarés internacional
| Juegos Panafricanos | Juegos Panafricanos               | Juegos Panafricanos | Juegos Panafricanos |
| Año                 | Lugar                             | Medalla             | Categoría           |
| ------------------- | --------------------------------- | ------------------- | ------------------- |
| 2011                | Maputo (Mozambique)               | Medalla de bronce   | –53 kg              |
| 2015                | Brazzaville (República del Congo) | Medalla de bronce   | –57 kg              |
| Campeonato Africano |                                   |                     |                     |
| Año                 | Lugar                             | Medalla             | Categoría           |
| 2012                | Antananarivo (Madagascar)         | Medalla de bronce   | –53 kg              |